# Georgios Tzavelas
Georgios Tzavelas (26 de noviembre de 1987) es un exfutbolista griego que jugaba como defensa. Desde junio de 2024 forma parte de la directiva del Panathinaikos F. C.

## Selección nacional
Es internacional absoluto con la selección de Grecia desde 2010. El 19 de mayo de 2014 el entrenador de la selección griega, Fernando Santos, incluyó a Tzavelas en la lista final de 23 jugadores que representarían a Grecia en la Copa Mundial de Fútbol de 2014 en Brasil.

### Participaciones en Copas del Mundo
| Mundial                        | Sede   | Resultado        |
| ------------------------------ | ------ | ---------------- |
| Copa Mundial de Fútbol de 2014 | Brasil | Octavos de final |

## Clubes
| Club                   | País     | Año       | Partidos | Goles |
| ---------------------- | -------- | --------- | -------- | ----- |
| AO Kerkyra             | Grecia   | 2006-2008 | 25       | 3     |
| Panionios              | Grecia   | 2008-2010 | 47       | 2     |
| Eintracht Fráncfort    | Alemania | 2010-2012 | 30       | 2     |
| A. S. Monaco F. C.     | Francia  | 2012-2013 | 41       | 3     |
| PAOK de Salónica F. C. | Grecia   | 2013-2017 | 116      | 6     |
| Alanyaspor             | Turquía  | 2017-2021 | 140      | 7     |
| AEK F. C.              | Grecia   | 2021-2023 | 51       | 2     |
| Pendikspor             | Turquía  | 2023      | 1        | 0     |
| Atromitos de Atenas    | Grecia   | 2023-2024 | 23       | 1     |

## Palmarés

### Campeonatos nacionales
| Título              | Club             | País   | Año  |
| ------------------- | ---------------- | ------ | ---- |
| Superliga de Grecia | AEK Atenas F. C. | Grecia | 2023 |
| Copa de Grecia      | AEK Atenas F. C. | Grecia | 2023 |